# Campeonato Turco de Voleibol Feminino de 2022–23
A Liga Turca de Voleibol Feminino de 2022–23, também conhecida como Misli Sultanlar Ligi 2022–23 por questão de patrocínio, foi a 39.ª edição desta competição organizada pela Federação Turca de Voleibol (FTV). Participaram do torneio quatorze equipes provenientes de seis regiões turcas, ou seja, de Istambul, Aydin, Bursa, Ancara, Bolu, Aksaray e Adana; a competição iniciou em 1º de novembro de 2022 e estendeu-se até 12 de maio de 2023.
Devido aos terremotos que ocorreram no território da Turquia e da Síria, a FTV suspendeu por tempo indeterminado os jogos do campeonato no dia 6 de fevereiro de 2023, logo após o término da 17ª rodada. O retorno da competição ocorreu 26 dias depois, no dia 4 de março.
Depois de 6 anos da última conquista, o Fenerbahçe Opet voltou a ser campeão, ao derrotar o Eczacıbaşı na final, vencendo os 3 primeiros jogos da série melhor de 5. A oposta turca Melissa Vargas foi eleita a melhor jogadora do torneio.

## Regulamento

### Critérios de classificação na primeira fase
1. Número de vitórias;
2. Pontos;
3. Razão de sets;
4. Razão de pontos;
5. Resultado da última partida entre os times empatados.

- Placar de 3–0 ou 3–1: 3 pontos para o vencedor e nenhum para o perdedor;
- Placar de 3–2: 2 pontos para o vencedor e 1 para o perdedor;
- Não comparecimento, a equipe perde 2 pontos.

## Equipes participantes
| Equipe                | Treinador             | Capitã             | Cidade   |
| --------------------- | --------------------- | ------------------ | -------- |
| Aydın Büyükşehir      | Alper Hamurcu         | Fatma Şekerci      | Aidim    |
| Bolu Belediyespor     | Salih Yergin          | Ceren Kapucu       | Bolu     |
| Çukurova Belediyespor | Mustafa Umut          | Güldeniz Önal      | Adana    |
| Eczacıbaşı            | Ferhat Akbaş          | Tijana Bošković    | Istambul |
| Fenerbahçe            | Zoran Terzić          | Eda Erdem          | Istambul |
| Galatasaray           | Ataman Güneyligil     | Gizem Güreşen      | Istambul |
| İlbank                | Mehmet Duygun         | Suna Erel          | Ancara   |
| Kuzeyboru             | Mehmet Kamil          | Arelya Karasoy     | Aksaray  |
| Nilüfer Belediyespor  | Vital Heynen          | Hümay Fırıncıoğlu  | Bursa    |
| PTT                   | Mehmet Bedestenlioğlu | Merve Tanyel       | Ancara   |
| Sarıyer Belediyespor  | Hasan Celik           | Merve Tanil        | Istambul |
| SigortaShop Kadın     | Dehri Can Dehrioğlu   | Tuğçe Ceyhan       | Ancara   |
| Türk Hava Yolları     | Marcello Abbondanza   | Şeyma Ercan        | Istambul |
| VakıfBank             | Giovanni Guidetti     | Gabriela Guimarães | Istambul |

## Jogadoras estrangeiras
| Equipe                | Jogadora 1          | Jogadora 2         | Jogadora 3         | Jogadora 4         | Jogadora 5      |
| --------------------- | ------------------- | ------------------ | ------------------ | ------------------ | --------------- |
| Aydın Büyükşehir      | Anna Nicoletti      | Sara Loda          | Saša Planinšec     | —                  | —               |
| Bolu Belediyespor     | Bogdana Anisova     | Heidy Casanova     | Nadiia Kodola      | Sarah Cruz         | TeTori Dixon    |
| Çukurova Belediyespor | Ángela Leyva        | Katarina Lazović   | Lucia Bosetti      | Olena Kharchenko   | Olesia Rykhliuk |
| Eczacıbaşı            | Irina Voronkova     | Laura Heyrman      | Maja Ognjenović    | Samanta Fabris     | Tijana Bošković |
| Fenerbahçe            | Ana Cristina        | Anna Lazareva      | Arina Fedorovtseva | Hristina Vuchkova  | Macris Carneiro |
| Galatasaray           | Anthi Vasilantonaki | Katherine Bell     | Logan Eggleston    | Mina Popović       | —               |
| İlbank                | —                   | —                  | —                  | —                  | —               |
| Kuzeyboru             | Ana Beatriz         | Annie Mitchem      | Hanna Klimets      | Miroslava Paskova  | Polina Rahimova |
| Nilüfer Belediyespor  | Aleksandra Milanova | Brooke Nuneviller  | Nikola Radosova    | Sherridan Atkinson | —               |
| PTT                   | Bianka Buša         | Eva Pavlović       | Sara Carić         | —                  | —               |
| Sarıyer Belediyespor  | Ajcharaporn Kongyot | Chatchu-on Moksri  | Kimberly Drewniok  | —                  | —               |
| SigortaShop Kadın     | Ilka Van de Vyver   | Kelsie Payne       | Marin Grote        | Michaela Mlejnková | —               |
| Türk Hava Yolları     | Emily Maglio        | Hanna Orthmann     | Kiera Van Ryk      | Madison Kingdon    | —               |
| VakıfBank             | Chiaka Ogbogu       | Gabriela Guimarães | Kara Bajema        | Nika Daalderop     | Paola Egonu     |

Fonte: Equipes 2022/2023
- Turković Hena no PTT

## Fase classificatória

### Classificação
|  | Equipes classificadas para as semifinais               |
|  | Equipes classificadas para a disputa do 5° ao 8° lugar |
|  | Equipes rebaixadas                                     |

|     |                       |     | Jogos | Jogos | Jogos | Resultados | Resultados | Resultados | Resultados | Resultados | Resultados | Sets | Sets | Sets   | Pontos | Pontos | Pontos |
| Pos | Equipe                | Pts | T     | V     | D     | 3–0        | 3–1        | 3–2        | 2–3        | 1–3        | 0–3        | V    | P    | R      | V      | P      | R      |
| --- | --------------------- | --- | ----- | ----- | ----- | ---------- | ---------- | ---------- | ---------- | ---------- | ---------- | ---- | ---- | ------ | ------ | ------ | ------ |
| 1   | Eczacıbaşı            | 76  | 26    | 26    | 0     | 21         | 3          | 2          | 0          | 0          | 0          | 78   | 7    | 11.143 | 2102   | 1662   | 1.265  |
| 2   | VakıfBank             | 68  | 26    | 23    | 3     | 17         | 5          | 1          | 0          | 0          | 3          | 69   | 16   | 4.313  | 2064   | 1698   | 1.216  |
| 3   | Fenerbahçe            | 66  | 26    | 22    | 4     | 16         | 5          | 1          | 1          | 1          | 2          | 69   | 19   | 3.632  | 2108   | 1663   | 1.268  |
| 4   | Türk Hava Yolları     | 55  | 26    | 18    | 8     | 11         | 5          | 2          | 3          | 3          | 2          | 63   | 33   | 1.909  | 2179   | 1952   | 1.116  |
| 5   | Galatasaray           | 50  | 26    | 17    | 9     | 5          | 9          | 3          | 2          | 2          | 5          | 57   | 42   | 1.357  | 2221   | 2094   | 1.061  |
| 6   | Nilüfer Belediyespor  | 43  | 26    | 15    | 11    | 4          | 7          | 4          | 2          | 2          | 7          | 51   | 48   | 1.063  | 2159   | 2144   | 1.007  |
| 7   | Sarıyer Belediyespor  | 37  | 26    | 14    | 12    | 5          | 3          | 6          | 1          | 4          | 7          | 48   | 51   | 0.941  | 2127   | 2167   | 0.982  |
| 8   | Aydın Büyükşehir      | 34  | 26    | 10    | 16    | 1          | 6          | 3          | 7          | 2          | 7          | 46   | 60   | 0.767  | 2291   | 2341   | 0.979  |
| 9   | Çukurova Belediyespor | 30  | 26    | 10    | 16    | 6          | 1          | 3          | 3          | 3          | 10         | 39   | 55   | 0.709  | 2022   | 2098   | 0.964  |
| 10  | Kuzeyboru             | 27  | 26    | 9     | 17    | 4          | 3          | 2          | 2          | 5          | 10         | 36   | 58   | 0.621  | 2020   | 2185   | 0.924  |
| 11  | PTT                   | 26  | 26    | 9     | 17    | 3          | 2          | 4          | 3          | 5          | 9          | 38   | 61   | 0.623  | 2014   | 2202   | 0.915  |
| 12  | SigortaShop Kadın     | 21  | 26    | 5     | 21    | 1          | 1          | 3          | 9          | 7          | 5          | 40   | 70   | 0.571  | 2270   | 2431   | 0.934  |
| 13  | Bolu Belediyespor     | 13  | 26    | 4     | 22    | 1          | 2          | 1          | 2          | 12         | 8          | 28   | 70   | 0.400  | 1963   | 2272   | 0.864  |
| 14  | İlbank                | 0   | 26    | 0     | 26    | 0          | 0          | 0          | 0          | 6          | 20         | 6    | 78   | 0.077  | 1453   | 2084   | 0.697  |

Fonte: Misli.com Sultanlar Lig

### Resultados
- Todas as partidas seguem o horário local (UTC+3).

1ª Rodada
| Data  | Hora  |                       | Placar |                      | Set 1 | Set 2 | Set 3 | Set 4 | Set 5 | Total   | Relatório |
| ----- | ----- | --------------------- | ------ | -------------------- | ----- | ----- | ----- | ----- | ----- | ------- | --------- |
| 1 nov | 17:30 | Çukurova Belediyespor | 3–0    | PTT                  | 25–15 | 25–22 | 25–17 |       |       | 75–54   | Relatório |
| 2 nov | 14:00 | Türk Hava Yolları     | 3–0    | Aydın Büyükşehir     | 25–13 | 25–18 | 25–23 |       |       | 75–54   | Relatório |
| 2 nov | 16:00 | İlbank                | 0–3    | Nilüfer Belediyespor | 9–25  | 18–25 | 18–25 |       |       | 45–75   | Relatório |
| 2 nov | 17:00 | Kuzeyboru             | 0–3    | Galatasaray          | 20–25 | 23–25 | 22–25 |       |       | 65–75   | Relatório |
| 2 nov | 17:30 | Fenerbahçe            | 0–3    | Eczacıbaşı           | 20–25 | 18–25 | 22–25 |       |       | 60–75   | Relatório |
| 2 nov | 18:00 | Bolu Belediyespor     | 1–3    | VakıfBank            | 24–26 | 25–22 | 15–25 | 18–25 |       | 82–98   | Relatório |
| 2 nov | 19:00 | SigortaShop Kadın     | 3–2    | Sarıyer Belediyespor | 21–25 | 25–20 | 25–20 | 21–25 | 15–13 | 107–103 | Relatório |

2ª Rodada
| Data  | Hora  |                      | Placar |                       | Set 1 | Set 2 | Set 3 | Set 4 | Set 5 | Total   | Relatório |
| ----- | ----- | -------------------- | ------ | --------------------- | ----- | ----- | ----- | ----- | ----- | ------- | --------- |
| 5 nov | 17:00 | Sarıyer Belediyespor | 3–0    | İlbank                | 25–15 | 25–21 | 25–18 |       |       | 75–54   | Relatório |
| 6 nov | 14:00 | VakıfBank            | 3–0    | SigortaShop Kadın     | 27–25 | 25–21 | 25–20 |       |       | 77–66   | Relatório |
| 6 nov | 15:00 | PTT                  | 3–2    | Bolu Belediyespor     | 25–21 | 25–22 | 22–25 | 20–25 | 15–12 | 107–105 | Relatório |
| 6 nov | 15:00 | Aydın Büyükşehir     | 3–2    | Kuzeyboru             | 25–22 | 18–25 | 25–22 | 18–25 | 15–10 | 101–104 | Relatório |
| 6 nov | 15:00 | Nilüfer Belediyespor | 0–3    | Fenerbahçe            | 16–25 | 18–25 | 21–25 |       |       | 55–75   | Relatório |
| 6 nov | 15:00 | Galatasaray          | 3–0    | Çukurova Belediyespor | 25–14 | 25–21 | 25–21 |       |       | 75–56   | Relatório |
| 6 nov | 17:30 | Eczacıbaşı           | 3–1    | Türk Hava Yolları     | 25–20 | 25–23 | 21–25 | 25–22 |       | 96–90   | Relatório |

3ª Rodada
| Data  | Hora  |                       | Placar |                      | Set 1 | Set 2 | Set 3 | Set 4 | Set 5 | Total   | Relatório |
| ----- | ----- | --------------------- | ------ | -------------------- | ----- | ----- | ----- | ----- | ----- | ------- | --------- |
| 9 nov | 13:00 | Fenerbahçe            | 3–0    | Sarıyer Belediyespor | 25–20 | 25–12 | 25–18 |       |       | 75–50   | Relatório |
| 9 nov | 15:00 | SigortaShop Kadın     | 2–3    | PTT                  | 23–25 | 25–20 | 23–25 | 25–15 | 9–15  | 105–100 | Relatório |
| 9 nov | 15:30 | Türk Hava Yolları     | 3–0    | Kuzeyboru            | 25–11 | 26–24 | 25–22 |       |       | 76–57   | Relatório |
| 9 nov | 17:30 | Çukurova Belediyespor | 3–0    | Aydın Büyükşehir     | 25–20 | 25–22 |       |       |       | 50–42   |           |
| 9 nov | 17:30 | İlbank                | 0–3    | VakıfBank            | 19–25 | 11–25 | 15–25 |       |       | 45–75   | Relatório |
| 9 nov | 18:00 | Bolu Belediyespor     | 1–3    | Galatasaray          | 19–25 | 15–25 | 25–21 | 18–25 |       | 77–96   | Relatório |
| 9 nov | 18:30 | Eczacıbaşı            | 3–0    | Nilüfer Belediyespor | 25–22 | 25–21 | 26–24 |       |       | 76–67   | Relatório |

4ª Rodada
| Data   | Hora  |                      | Placar |                       | Set 1 | Set 2 | Set 3 | Set 4 | Set 5 | Total | Relatório |
| ------ | ----- | -------------------- | ------ | --------------------- | ----- | ----- | ----- | ----- | ----- | ----- | --------- |
| 12 nov | 17:00 | Kuzeyboru            | 3–0    | Çukurova Belediyespor | 25–19 | 27–25 | 25–18 |       |       | 77–62 | Relatório |
| 13 nov | 15:00 | PTT                  | 3–1    | İlbank                | 23–25 | 25–16 | 25–15 | 25–10 |       | 98–66 | Relatório |
| 13 nov | 15:00 | Aydın Büyükşehir     | 3–1    | Bolu Belediyespor     | 22–25 | 25–23 | 27–25 | 25–19 |       | 99–92 | Relatório |
| 13 nov | 15:00 | Nilüfer Belediyespor | 0–3    | Türk Hava Yolları     | 11–25 | 18–25 | 15–25 |       |       | 44–75 | Relatório |
| 13 nov | 15:00 | Galatasaray          | 3–1    | SigortaShop Kadın     | 25–18 | 23–25 | 25–20 | 25–9  |       | 98–72 | Relatório |
| 13 nov | 17:00 | Sarıyer Belediyespor | 0–3    | Eczacıbaşı            | 20–25 | 20–25 | 20–25 |       |       | 60–75 | Relatório |
| 13 nov | 18:00 | VakıfBank            | 3–1    | Fenerbahçe            | 25–21 | 25–20 | 23–25 | 25–22 |       | 98–88 | Relatório |

5ª Rodada
| Data   | Hora  |                      | Placar |                       | Set 1 | Set 2 | Set 3 | Set 4 | Set 5 | Total  | Relatório |
| ------ | ----- | -------------------- | ------ | --------------------- | ----- | ----- | ----- | ----- | ----- | ------ | --------- |
| 16 nov | 13:00 | İlbank               | 0–3    | Galatasaray           | 15–25 | 15–25 | 15–25 |       |       | 45–75  | Relatório |
| 16 nov | 13:00 | Türk Hava Yolları    | 3–0    | Çukurova Belediyespor | 25–19 | 25–17 | 25–22 |       |       | 75–58  | Relatório |
| 16 nov | 15:00 | Nilüfer Belediyespor | 3–1    | Sarıyer Belediyespor  | 25–22 | 22–25 | 25–16 | 25–22 |       | 97–85  | Relatório |
| 16 nov | 15:00 | Fenerbahçe           | 3–0    | PTT                   | 25–14 | 25–20 | 25–19 |       |       | 75–53  | Relatório |
| 16 nov | 18:00 | Bolu Belediyespor    | 1–3    | Kuzeyboru             | 18–25 | 25–27 | 25–14 | 13–25 |       | 81–91  | Relatório |
| 16 nov | 20:00 | Eczacıbaşı           | 3–0    | VakıfBank             | 25–17 | 25–21 | 25–20 |       |       | 75–58  | Relatório |
| 17 nov | 19:00 | SigortaShop Kadın    | 3–2    | Aydın Büyükşehir      | 25–17 | 25–17 | 15–25 | 23–25 | 15–13 | 103–97 | Relatório |

6ª Rodada
| Data   | Hora  |                       | Placar |                      | Set 1 | Set 2 | Set 3 | Set 4 | Set 5 | Total  | Relatório |
| ------ | ----- | --------------------- | ------ | -------------------- | ----- | ----- | ----- | ----- | ----- | ------ | --------- |
| 19 nov | 14:00 | Çukurova Belediyespor | 3–0    | Bolu Belediyespor    | 25–21 | 25–21 | 25–22 |       |       | 75–64  | Relatório |
| 19 nov | 17:00 | PTT                   | 0–3    | Eczacıbaşı           | 17–25 | 19–25 | 17–25 |       |       | 53–75  | Relatório |
| 20 nov | 14:00 | VakıfBank             | 3–0    | Nilüfer Belediyespor | 26–24 | 25–21 | 25–13 |       |       | 76–58  | Relatório |
| 20 nov | 15:00 | Aydın Büyükşehir      | 3–0    | İlbank               | 25–16 | 25–22 | 25–21 |       |       | 75–59  | Relatório |
| 20 nov | 15:00 | Galatasaray           | 0–3    | Fenerbahçe           | 16–25 | 19–25 | 20–25 |       |       | 55–75  | Relatório |
| 20 nov | 17:00 | Kuzeyboru             | 3–1    | SigortaShop Kadın    | 27–25 | 29–31 | 25–21 | 25–19 |       | 106–96 | Relatório |
| 20 nov | 17:00 | Sarıyer Belediyespor  | 0–3    | Türk Hava Yolları    | 17–25 | 16–25 | 19–25 |       |       | 52–75  | Relatório |

7ª Rodada
| Data   | Hora  |                      | Placar |                       | Set 1 | Set 2 | Set 3 | Set 4 | Set 5 | Total   | Relatório |
| ------ | ----- | -------------------- | ------ | --------------------- | ----- | ----- | ----- | ----- | ----- | ------- | --------- |
| 23 nov | 13:00 | Fenerbahçe           | 3–0    | Aydın Büyükşehir      | 25–23 | 25–16 | 25–18 |       |       | 75–57   | Relatório |
| 23 nov | 15:00 | SigortaShop Kadın    | 2–3    | Çukurova Belediyespor | 25–22 | 19–25 | 25–21 | 24–26 | 13–15 | 106–109 | Relatório |
| 23 nov | 16:00 | Türk Hava Yolları    | 3–1    | Bolu Belediyespor     | 25–20 | 16–25 | 25–18 | 25–14 |       | 91–77   | Relatório |
| 23 nov | 17:00 | Eczacıbaşı           | 3–0    | Galatasaray           | 31–29 | 25–15 | 25–22 |       |       | 81–66   | Relatório |
| 23 nov | 18:00 | İlbank               | 0–3    | Kuzeyboru             | 22–25 | 21–25 | 15–25 |       |       | 58–75   | Relatório |
| 24 nov | 17:00 | Sarıyer Belediyespor | 0–3    | VakıfBank             | 24–26 | 22–25 | 13–25 |       |       | 59–76   | Relatório |
| 7 dez  | 14:00 | Nilüfer Belediyespor | 3–1    | PTT                   | 22–25 | 25–20 | 25–19 | 25–17 |       | 97–81   | Relatório |

8ª Rodada
| Data   | Hora  |                       | Placar |                      | Set 1 | Set 2 | Set 3 | Set 4 | Set 5 | Total   | Relatório |
| ------ | ----- | --------------------- | ------ | -------------------- | ----- | ----- | ----- | ----- | ----- | ------- | --------- |
| 26 nov | 14:00 | Kuzeyboru             | 3–2    | Fenerbahçe           | 27–29 | 25–18 | 20–25 | 25–23 | 19–17 | 116–112 | Relatório |
| 27 nov | 14:00 | Çukurova Belediyespor | 3–0    | İlbank               | 25–19 | 25–14 | 25–18 |       |       | 75–51   | Relatório |
| 27 nov | 14:00 | PTT                   | 2–3    | Sarıyer Belediyespor | 25–21 | 14–25 | 25–11 | 22–25 | 12–15 | 98–97   | Relatório |
| 27 nov | 14:00 | VakıfBank             | 3–1    | Türk Hava Yolları    | 22–25 | 25–16 | 25–13 | 27–25 |       | 99–79   | Relatório |
| 27 nov | 15:00 | Aydın Büyükşehir      | 0–3    | Eczacıbaşı           | 20–25 | 21–25 | 23–25 |       |       | 64–75   | Relatório |
| 27 nov | 16:00 | Bolu Belediyespor     | 3–1    | SigortaShop Kadın    | 25–22 | 18–25 | 25–20 | 25–23 |       | 93–90   | Relatório |
| 28 nov | 13:00 | Galatasaray           | 1–3    | Nilüfer Belediyespor | 14–25 | 25–18 | 22–25 | 24–26 |       | 85–94   | Relatório |

9ª Rodada
| Data  | Hora  |                      | Placar |                       | Set 1 | Set 2 | Set 3 | Set 4 | Set 5 | Total   | Relatório |
| ----- | ----- | -------------------- | ------ | --------------------- | ----- | ----- | ----- | ----- | ----- | ------- | --------- |
| 3 dez | 13:00 | Fenerbahçe           | 3–1    | Çukurova Belediyespor | 27–29 | 29–27 | 25–15 | 25–15 |       | 106–86  | Relatório |
| 3 dez | 14:00 | VakıfBank            | 3–0    | PTT                   | 25–12 | 25–20 | 25–14 |       |       | 75–46   | Relatório |
| 3 dez | 16:00 | İlbank               | 0–3    | Bolu Belediyespor     | 20–25 | 15–25 | 27–29 |       |       | 62–79   | Relatório |
| 3 dez | 17:00 | Sarıyer Belediyespor | 1–3    | Galatasaray           | 23–25 | 23–25 | 25–17 | 23–25 |       | 94–92   | Relatório |
| 4 dez | 15:00 | Nilüfer Belediyespor | 3–2    | Aydın Büyükşehir      | 21–25 | 21–25 | 25–23 | 25–22 | 15–8  | 107–103 | Relatório |
| 4 dez | 17:00 | Türk Hava Yolları    | 3–2    | SigortaShop Kadın     | 25–17 | 25–17 | 23–25 | 22–25 | 17–15 | 112–99  | Relatório |
| 4 dez | 18:30 | Eczacıbaşı           | 3–0    | Kuzeyboru             | 25–17 | 25–23 | 25–13 |       |       | 75–53   | Relatório |

10ª Rodada
| Data   | Hora  |                       | Placar |                      | Set 1 | Set 2 | Set 3 | Set 4 | Set 5 | Total   | Relatório |
| ------ | ----- | --------------------- | ------ | -------------------- | ----- | ----- | ----- | ----- | ----- | ------- | --------- |
| 10 dez | 14:00 | Galatasaray           | 2–3    | VakıfBank            | 25–16 | 20–25 | 17–25 | 25–19 | 13–15 | 100–100 | Relatório |
| 11 dez | 14:00 | Çukurova Belediyespor | 0–3    | Eczacıbaşı           | 17–25 | 20–25 | 14–25 |       |       | 51–75   | Relatório |
| 11 dez | 14:00 | PTT                   | 0–3    | Türk Hava Yolları    | 18–25 | 16–25 | 16–25 |       |       | 50–75   | Relatório |
| 11 dez | 15:00 | Aydın Büyükşehir      | 2–3    | Sarıyer Belediyespor | 22–25 | 25–23 | 21–25 | 25–23 | 14–16 | 107–112 | Relatório |
| 11 dez | 16:00 | Bolu Belediyespor     | 1–3    | Fenerbahçe           | 25–16 | 17–25 | 19–25 | 18–25 |       | 79–91   | Relatório |
| 11 dez | 17:00 | SigortaShop Kadın     | 3–0    | İlbank               | 25–13 | 25–16 | 25–15 |       |       | 75–44   | Relatório |
| 11 dez | 17:30 | Kuzeyboru             | 0–3    | Nilüfer Belediyespor | 23–25 | 15–25 | 23–25 |       |       | 61–75   | Relatório |

11ª Rodada
| Data   | Hora  |                      | Placar |                       | Set 1 | Set 2 | Set 3 | Set 4 | Set 5 | Total   | Relatório |
| ------ | ----- | -------------------- | ------ | --------------------- | ----- | ----- | ----- | ----- | ----- | ------- | --------- |
| 18 dez | 14:00 | Türk Hava Yolları    | 3–0    | İlbank                | 25–17 | 25–13 | 25–9  |       |       | 75–39   | Relatório |
| 18 dez | 15:00 | PTT                  | 2–3    | Galatasaray           | 25–23 | 25–21 | 18–25 | 20–25 | 13–15 | 101–109 | Relatório |
| 18 dez | 15:00 | Nilüfer Belediyespor | 2–3    | Çukurova Belediyespor | 28–26 | 26–24 | 20–25 | 18–25 | 14–16 | 106–116 | Relatório |
| 18 dez | 17:00 | Fenerbahçe           | 3–1    | SigortaShop Kadın     | 25–13 | 18–25 | 25–12 | 25–16 |       | 93–66   | Relatório |
| 19 dez | 20:00 | Sarıyer Belediyespor | 3–2    | Kuzeyboru             | 25–22 | 25–23 | 20–25 | 22–25 | 15–5  | 107–100 | Relatório |
| 6 jan  | 13:00 | Eczacıbaşı           | 3–0    | Bolu Belediyespor     | 25–16 | 25–16 | 25–21 |       |       | 75–53   | Relatório |
| 6 jan  | 13:00 | VakıfBank            | 3–0    | Aydın Büyükşehir      | 25–21 | 25–16 | 25–22 |       |       | 75–59   | Relatório |

12ª Rodada
| Data   | Hora  |                       | Placar |                      | Set 1 | Set 2 | Set 3 | Set 4 | Set 5 | Total   | Relatório |
| ------ | ----- | --------------------- | ------ | -------------------- | ----- | ----- | ----- | ----- | ----- | ------- | --------- |
| 23 dez | 14:00 | İlbank                | 0–3    | Fenerbahçe           | 10–25 | 21–25 | 13–25 |       |       | 44–75   | Relatório |
| 24 dez | 14:00 | Çukurova Belediyespor | 2–3    | Sarıyer Belediyespor | 19–25 | 25–18 | 25–19 | 22–25 | 13–15 | 104–102 | Relatório |
| 25 dez | 14:00 | Kuzeyboru             | 1–3    | VakıfBank            | 22–25 | 17–25 | 25–20 | 21–25 |       | 85–95   | Relatório |
| 25 dez | 15:00 | Aydın Büyükşehir      | 3–1    | PTT                  | 25–23 | 18–25 | 25–12 | 26–24 |       | 94–84   | Relatório |
| 25 dez | 15:00 | Galatasaray           | 2–3    | Türk Hava Yolları    | 21–25 | 25–20 | 19–25 | 25–23 | 7–15  | 97–108  | Relatório |
| 25 dez | 16:00 | Bolu Belediyespor     | 1–3    | Nilüfer Belediyespor | 25–15 | 17–25 | 22–25 | 18–25 |       | 82–90   | Relatório |
| 25 dez | 17:00 | SigortaShop Kadın     | 0–3    | Eczacıbaşı           | 18–25 | 16–25 | 22–25 |       |       | 56–75   | Relatório |

13ª Rodada
| Data   | Hora  |                      | Placar |                       | Set 1 | Set 2 | Set 3 | Set 4 | Set 5 | Total  | Relatório |
| ------ | ----- | -------------------- | ------ | --------------------- | ----- | ----- | ----- | ----- | ----- | ------ | --------- |
| 28 dez | 13:00 | Sarıyer Belediyespor | 3–0    | Bolu Belediyespor     | 25–19 | 25–14 | 25–20 |       |       | 75–53  | Relatório |
| 28 dez | 13:00 | Galatasaray          | 3–1    | Aydın Büyükşehir      | 19–25 | 25–15 | 25–18 | 25–21 |       | 94–79  | Relatório |
| 28 dez | 13:00 | VakıfBank            | 3–0    | Çukurova Belediyespor | 25–21 | 25–22 | 25–23 |       |       | 75–66  | Relatório |
| 28 dez | 14:00 | Eczacıbaşı           | 3–0    | İlbank                | 25–11 | 25–19 | 25–14 |       |       | 75–44  | Relatório |
| 28 dez | 16:00 | PTT                  | 3–1    | Kuzeyboru             | 25–15 | 25–13 | 21–25 | 25–23 |       | 96–76  | Relatório |
| 28 dez | 16:00 | Türk Hava Yolları    | 2–3    | Fenerbahçe            | 25–19 | 25–21 | 16–25 | 24–26 | 6–15  | 96–106 | Relatório |
| 28 dez | 18:00 | Nilüfer Belediyespor | 3–1    | SigortaShop Kadın     | 23–25 | 26–24 | 25–17 | 25–25 |       | 99–91  | Relatório |

14ª Rodada
| Data   | Hora  |                      | Placar |                       | Set 1 | Set 2 | Set 3 | Set 4 | Set 5 | Total | Relatório |
| ------ | ----- | -------------------- | ------ | --------------------- | ----- | ----- | ----- | ----- | ----- | ----- | --------- |
| 13 jan | 15:00 | Sarıyer Belediyespor | 3–1    | SigortaShop Kadın     | 25–18 | 24–26 | 25–23 | 25–20 |       | 99–87 | Relatório |
| 14 jan | 13:00 | Galatasaray          | 3–1    | Kuzeyboru             | 25–14 | 25–22 | 21–25 | 25–23 |       | 96–84 | Relatório |
| 14 jan | 14:00 | VakıfBank            | 3–0    | Bolu Belediyespor     | 25–10 | 25–17 | 25–17 |       |       | 75–44 | Relatório |
| 14 jan | 14:00 | PTT                  | 1–3    | Çukurova Belediyespor | 25–22 | 23–25 | 20–25 | 19–25 |       | 87–97 | Relatório |
| 14 jan | 15:00 | Nilüfer Belediyespor | 3–0    | İlbank                | 25–19 | 25–11 | 25–16 |       |       | 75–46 | Relatório |
| 14 jan | 19:30 | Eczacıbaşı           | 3–0    | Fenerbahçe            | 25–18 | 25–13 | 25–19 |       |       | 75–50 | Relatório |
| 15 jan | 15:00 | Aydın Büyükşehir     | 3–1    | Türk Hava Yolları     | 25–23 | 25–17 | 21–25 | 25–23 |       | 96–88 | Relatório |

15ª Rodada
| Data   | Hora  |                       | Placar |                      | Set 1 | Set 2 | Set 3 | Set 4 | Set 5 | Total   | Relatório |
| ------ | ----- | --------------------- | ------ | -------------------- | ----- | ----- | ----- | ----- | ----- | ------- | --------- |
| 20 jan | 14:00 | Kuzeyboru             | 1–3    | Aydın Büyükşehir     | 21–25 | 21–25 | 25–21 | 20–25 |       | 87–96   | Relatório |
| 21 jan | 14:00 | Çukurova Belediyespor | 1–3    | Galatasaray          | 18–25 | 25–22 | 19–25 | 23–25 |       | 85–97   | Relatório |
| 21 jan | 14:00 | Fenerbahçe            | 3–1    | Nilüfer Belediyespor | 25–17 | 22–25 | 25–19 | 25–18 |       | 97–79   | Relatório |
| 21 jan | 15:00 | İlbank                | 1–3    | Sarıyer Belediyespor | 25–23 | 11–25 | 18–25 | 13–25 |       | 67–98   | Relatório |
| 21 jan | 16:00 | Bolu Belediyespor     | 0–3    | PTT                  | 19–25 | 14–25 | 21–25 |       |       | 54–75   | Relatório |
| 21 jan | 17:00 | Türk Hava Yolları     | 2–3    | Eczacıbaşı           | 30–32 | 29–27 | 25–22 | 21–25 | 13–15 | 118–121 | Relatório |
| 22 jan | 15:30 | SigortaShop Kadın     | 0–3    | VakıfBank            | 25–27 | 16–25 | 15–25 |       |       | 56–77   | Relatório |

16ª Rodada
| Data   | Hora  |                      | Placar |                       | Set 1 | Set 2 | Set 3 | Set 4 | Set 5 | Total  | Relatório |
| ------ | ----- | -------------------- | ------ | --------------------- | ----- | ----- | ----- | ----- | ----- | ------ | --------- |
| 27 jan | 14:00 | Sarıyer Belediyespor | 0–3    | Fenerbahçe            | 19–25 | 19–25 | 18–25 |       |       | 56–75  | Relatório |
| 28 jan | 13:00 | VakıfBank            | 3–0    | İlbank                | 25–17 | 25–20 | 25–19 |       |       | 75–56  | Relatório |
| 28 jan | 14:00 | Kuzeyboru            | 1–3    | Türk Hava Yolları     | 13–25 | 23–25 | 25–20 | 22–25 |       | 83–95  | Relatório |
| 28 jan | 15:00 | PTT                  | 3–2    | SigortaShop Kadın     | 25–22 | 13–25 | 18–25 | 25–23 | 17–15 | 98–110 | Relatório |
| 28 jan | 15:00 | Aydın Büyükşehir     | 3–2    | Çukurova Belediyespor | 21–25 | 25–19 | 27–29 | 25–15 | 15–5  | 113–93 | Relatório |
| 28 jan | 15:00 | Nilüfer Belediyespor | 0–3    | Eczacıbaşı            | 20–25 | 23–25 | 22–25 |       |       | 65–75  | Relatório |
| 28 jan | 15:00 | Galatasaray          | 3–1    | Bolu Belediyespor     | 22–25 | 25–18 | 25–15 | 25–21 |       | 97–79  | Relatório |

17ª Rodada
| Data   | Hora  |                       | Placar |                      | Set 1 | Set 2 | Set 3 | Set 4 | Set 5 | Total  | Relatório |
| ------ | ----- | --------------------- | ------ | -------------------- | ----- | ----- | ----- | ----- | ----- | ------ | --------- |
| 25 jan | 18:30 | Eczacıbaşı            | 3–0    | Sarıyer Belediyespor | 25–18 | 25–22 | 25–14 |       |       | 75–54  | Relatório |
| 4 fev  | 14:00 | Çukurova Belediyespor | 1–3    | Kuzeyboru            | 25–18 | 22–25 | 22–25 | 21–25 |       | 90–93  | Relatório |
| 4 fev  | 14:00 | SigortaShop Kadın     | 2–3    | Galatasaray          | 16–25 | 16–25 | 25–23 | 25–18 | 13–15 | 95–106 | Relatório |
| 4 fev  | 15:00 | Türk Hava Yolları     | 3–1    | Nilüfer Belediyespor | 25–12 | 25–20 | 20–25 | 25–21 |       | 95–78  | Relatório |
| 4 fev  | 17:00 | İlbank                | 0–3    | PTT                  | 20–25 | 17–25 | 19–25 |       |       | 56–75  | Relatório |
| 5 fev  | 13:30 | Fenerbahçe            | 3–0    | VakıfBank            | 25–20 | 25–18 | 33–31 |       |       | 83–69  | Relatório |
| 5 fev  | 16:00 | Bolu Belediyespor     | 1–3    | Aydın Büyükşehir     | 25–23 | 22–25 | 12–25 | 18–25 |       | 77–98  | Relatório |

18ª Rodada
| Data   | Hora  |                       | Placar |                      | Set 1 | Set 2 | Set 3 | Set 4 | Set 5 | Total   | Relatório |
| ------ | ----- | --------------------- | ------ | -------------------- | ----- | ----- | ----- | ----- | ----- | ------- | --------- |
| 4 mar  | 14:00 | Kuzeyboru             | 3–0    | Bolu Belediyespor    | 25–17 | 25–21 | 25–20 |       |       | 75–58   | Relatório |
| 4 mar  | 14:00 | Galatasaray           | 3–1    | İlbank               | 25–17 | 22–25 | 25–17 | 25–14 |       | 97–73   | Relatório |
| 4 mar  | 15:00 | Aydın Büyükşehir      | 2–3    | SigortaShop Kadın    | 23–25 | 20–25 | 25–23 | 25–21 | 11–15 | 104–109 | Relatório |
| 4 mar  | 15:00 | Sarıyer Belediyespor  | 3–2    | Nilüfer Belediyespor | 19–25 | 25–20 | 23–25 | 25–21 | 15–10 | 107–101 | Relatório |
| 4 mar  | 15:00 | VakıfBank             | 0–3    | Eczacıbaşı           | 21–25 | 26–28 | 21–25 |       |       | 68–78   | Relatório |
| 4 mar  | 17:30 | PTT                   | 0–3    | Fenerbahçe           | 21–25 | 15–25 | 10–25 |       |       | 46–75   | Relatório |
| 28 mar | 17:00 | Çukurova Belediyespor | 0–3    | Türk Hava Yolları    | 21–25 | 20–25 | 23–25 |       |       | 64–75   | Relatório |

19ª Rodada
| Data   | Hora  |                      | Placar |                       | Set 1 | Set 2 | Set 3 | Set 4 | Set 5 | Total   | Relatório |
| ------ | ----- | -------------------- | ------ | --------------------- | ----- | ----- | ----- | ----- | ----- | ------- | --------- |
| 10 mar | 19:00 | Nilüfer Belediyespor | 0–3    | VakıfBank             | 14–25 | 17–25 | 18–25 |       |       | 49–75   | Relatório |
| 11 mar | 14:00 | İlbank               | 1–3    | Aydın Büyükşehir      | 25–20 | 16–25 | 22–25 | 22–25 |       | 85–95   | Relatório |
| 11 mar | 14:00 | Fenerbahçe           | 3–0    | Galatasaray           | 25–15 | 25–13 | 25–17 |       |       | 75–45   | Relatório |
| 11 mar | 16:00 | Bolu Belediyespor    | 2–3    | Çukurova Belediyespor | 25–16 | 18–25 | 25–17 | 13–25 | 11–15 | 92–98   | Relatório |
| 11 mar | 17:00 | SigortaShop Kadın    | 2–3    | Kuzeyboru             | 23–25 | 26–24 | 25–18 | 26–28 | 11–15 | 111–110 | Relatório |
| 11 mar | 17:30 | Türk Hava Yolları    | 3–0    | Sarıyer Belediyespor  | 25–23 | 25–17 | 25–23 |       |       | 75–63   | Relatório |
| 11 mar | 18:30 | Eczacıbaşı           | 3–1    | PTT                   | 22–25 | 25–11 | 25–8  | 25–21 |       | 97–65   | Relatório |

20ª Rodada
| Data   | Hora  |                       | Placar |                      | Set 1 | Set 2 | Set 3 | Set 4 | Set 5 | Total | Relatório |
| ------ | ----- | --------------------- | ------ | -------------------- | ----- | ----- | ----- | ----- | ----- | ----- | --------- |
| 18 mar | 14:00 | Çukurova Belediyespor | 3–0    | SigortaShop Kadın    | 25–20 | 25–17 | 25–22 |       |       | 75–59 | Relatório |
| 18 mar | 15:00 | PTT                   | 1–3    | Nilüfer Belediyespor | 18–25 | 25–22 | 20–25 | 14–25 |       | 77–97 | Relatório |
| 18 mar | 16:00 | Bolu Belediyespor     | 1–3    | Türk Hava Yolları    | 15–25 | 25–14 | 22–25 | 12–25 |       | 74–89 | Relatório |
| 18 mar | 17:00 | VakıfBank             | 3–1    | Sarıyer Belediyespor | 25–16 | 25–15 | 23–25 | 25–10 |       | 98–66 | Relatório |
| 19 mar | 14:00 | Kuzeyboru             | 3–0    | İlbank               | 29–27 | 25–23 | 25–23 |       |       | 79–73 | Relatório |
| 19 mar | 15:00 | Aydın Büyükşehir      | 0–3    | Fenerbahçe           | 19–25 | 23–25 | 13–25 |       |       | 55–75 | Relatório |
| 19 mar | 19:00 | Galatasaray           | 0–3    | Eczacıbaşı           | 19–25 | 23–25 | 22–25 |       |       | 64–75 | Relatório |

21ª Rodada
| Data   | Hora  |                      | Placar |                       | Set 1 | Set 2 | Set 3 | Set 4 | Set 5 | Total  | Relatório |
| ------ | ----- | -------------------- | ------ | --------------------- | ----- | ----- | ----- | ----- | ----- | ------ | --------- |
| 25 mar | 12:00 | İlbank               | 0–3    | Çukurova Belediyespor | 16–25 | 13–25 | 11–25 |       |       | 40–75  | Relatório |
| 25 mar | 14:00 | SigortaShop Kadın    | 2–3    | Bolu Belediyespor     | 27–29 | 25–12 | 23–25 | 25–15 | 8–15  | 108–96 | Relatório |
| 25 mar | 15:00 | Nilüfer Belediyespor | 0–3    | Galatasaray           | 22–25 | 23–25 | 18–25 |       |       | 63–75  | Relatório |
| 25 mar | 15:00 | Türk Hava Yolları    | 0–3    | VakıfBank             | 19–25 | 23–25 | 23–25 |       |       | 65–75  | Relatório |
| 25 mar | 17:00 | Sarıyer Belediyespor | 3–0    | PTT                   | 25–18 | 25–20 | 25–17 |       |       | 75–55  | Relatório |
| 26 mar | 14:00 | Eczacıbaşı           | 3–1    | Aydın Büyükşehir      | 25–21 | 25–23 | 19–25 | 25–23 |       | 94–92  | Relatório |
| 27 mar | 15:00 | Fenerbahçe           | 3–0    | Kuzeyboru             | 25–15 | 25–18 | 25–14 |       |       | 75–47  | Relatório |

22ª Rodada
| Data   | Hora  |                       | Placar |                      | Set 1 | Set 2 | Set 3 | Set 4 | Set 5 | Total   | Relatório |
| ------ | ----- | --------------------- | ------ | -------------------- | ----- | ----- | ----- | ----- | ----- | ------- | --------- |
| 30 mar | 13:00 | Kuzeyboru             | 0–3    | Eczacıbaşı           | 15–25 | 16–25 | 18–25 |       |       | 49–75   | Relatório |
| 1 abr  | 14:00 | PTT                   | 0–3    | VakıfBank            | 22–25 | 13–25 | 21–25 |       |       | 56–75   | Relatório |
| 1 abr  | 15:00 | Çukurova Belediyespor | 0–3    | Fenerbahçe           | 17–25 | 17–25 | 15–25 |       |       | 49–75   | Relatório |
| 1 abr  | 15:00 | Aydın Büyükşehir      | 2–3    | Nilüfer Belediyespor | 25–22 | 25–14 | 21–25 | 25–27 | 15–17 | 111–105 | Relatório |
| 1 abr  | 15:00 | Galatasaray           | 3–1    | Sarıyer Belediyespor | 25–19 | 25–22 | 21–25 | 25–21 |       | 96–87   | Relatório |
| 1 abr  | 16:00 | Bolu Belediyespor     | 3–1    | İlbank               | 17–25 | 25–17 | 25–22 | 25–16 |       | 92–80   | Relatório |
| 1 abr  | 16:30 | SigortaShop Kadın     | 0–3    | Türk Hava Yolları    | 17–25 | 17–25 | 16–25 |       |       | 50–75   | Relatório |

23ª Rodada
| Data  | Hora  |                      | Placar |                       | Set 1 | Set 2 | Set 3 | Set 4 | Set 5 | Total   | Relatório |
| ----- | ----- | -------------------- | ------ | --------------------- | ----- | ----- | ----- | ----- | ----- | ------- | --------- |
| 7 abr | 17:00 | Sarıyer Belediyespor | 3–2    | Aydın Büyükşehir      | 25–22 | 17–25 | 25–21 | 21–25 | 17–15 | 105–108 | Relatório |
| 8 abr | 14:00 | İlbank               | 1–3    | SigortaShop Kadın     | 25–21 | 18–25 | 15–25 | 18–25 |       | 76–96   | Relatório |
| 8 abr | 14:00 | Türk Hava Yolları    | 2–3    | PTT                   | 16–25 | 25–17 | 20–25 | 25–21 | 8–15  | 94–103  | Relatório |
| 8 abr | 15:00 | Nilüfer Belediyespor | 3–0    | Kuzeyboru             | 28–26 | 25–21 | 25–15 |       |       | 78–62   | Relatório |
| 8 abr | 17:00 | Fenerbahçe           | 3–0    | Bolu Belediyespor     | 25–17 | 25–16 | 26–24 |       |       | 76–57   | Relatório |
| 8 abr | 17:00 | VakıfBank            | 3–0    | Galatasaray           | 25–21 | 25–23 | 25–23 |       |       | 75–67   | Relatório |
| 8 abr | 18:30 | Eczacıbaşı           | 3–0    | Çukurova Belediyespor | 25–17 | 25–20 | 25–21 |       |       | 75–58   | Relatório |

24ª Rodada
| Data   | Hora  |                       | Placar |                      | Set 1 | Set 2 | Set 3 | Set 4 | Set 5 | Total   | Relatório |
| ------ | ----- | --------------------- | ------ | -------------------- | ----- | ----- | ----- | ----- | ----- | ------- | --------- |
| 14 abr | 17:00 | Çukurova Belediyespor | 2–3    | Nilüfer Belediyespor | 21–25 | 25–23 | 25–17 | 25–27 | 9–15  | 105–107 | Relatório |
| 15 abr | 13:00 | Bolu Belediyespor     | 0–3    | Eczacıbaşı           | 18–25 | 23–25 | 17–25 |       |       | 58–75   | Relatório |
| 15 abr | 14:00 | Kuzeyboru             | 0–3    | Sarıyer Belediyespor | 24–26 | 26–28 | 17–25 |       |       | 67–79   | Relatório |
| 15 abr | 14:00 | SigortaShop Kadın     | 1–3    | Fenerbahçe           | 25–21 | 15–25 | 18–25 | 18–25 |       | 76–96   | Relatório |
| 15 abr | 15:00 | Aydın Büyükşehir      | 0–3    | VakıfBank            | 21–25 | 10–25 | 23–25 |       |       | 54–75   | Relatório |
| 15 abr | 15:00 | Galatasaray           | 3–0    | PTT                  | 26–24 | 25–19 | 25–23 |       |       | 76–66   | Relatório |
| 15 abr | 17:00 | İlbank                | 0–3    | Türk Hava Yolları    | 14–25 | 17–25 | 22–25 |       |       | 53–75   | Relatório |

25ª Rodada
| Data   | Hora  |                      | Placar |                       | Set 1 | Set 2 | Set 3 | Set 4 | Set 5 | Total   | Relatório |
| ------ | ----- | -------------------- | ------ | --------------------- | ----- | ----- | ----- | ----- | ----- | ------- | --------- |
| 18 abr | 14:00 | PTT                  | 2–3    | Aydın Büyükşehir      | 25–18 | 26–28 | 23–25 | 25–20 | 16–18 | 115–109 | Relatório |
| 18 abr | 14:00 | VakıfBank            | 3–0    | Kuzeyboru             | 25–23 | 25–15 | 25–17 |       |       | 75–55   | Relatório |
| 18 abr | 15:00 | Fenerbahçe           | 3–0    | İlbank                | 25–10 | 25–12 | 25–12 |       |       | 75–34   | Relatório |
| 18 abr | 18:00 | Türk Hava Yolları    | 3–1    | Galatasaray           | 25–21 | 25–23 | 13–25 | 25–20 |       | 88–89   | Relatório |
| 19 abr | 18:30 | Nilüfer Belediyespor | 3–1    | Bolu Belediyespor     | 25–14 | 25–13 | 19–25 | 25–23 |       | 94–75   | Relatório |
| 19 abr | 18:30 | Sarıyer Belediyespor | 3–0    | Çukurova Belediyespor | 25–20 | 25–21 | 25–19 |       |       | 75–60   | Relatório |
| 19 abr | 18:30 | Eczacıbaşı           | 3–2    | SigortaShop Kadın     | 22–25 | 25–17 | 22–25 | 25–14 | 15–7  | 109–88  | Relatório |

26ª Rodada
| Data   | Hora  |                       | Placar |                      | Set 1 | Set 2 | Set 3 | Set 4 | Set 5 | Total  | Relatório |
| ------ | ----- | --------------------- | ------ | -------------------- | ----- | ----- | ----- | ----- | ----- | ------ | --------- |
| 20 abr | 14:00 | Kuzeyboru             | 0–3    | PTT                  | 19–25 | 21–25 | 23–25 |       |       | 63–75  | Relatório |
| 22 abr | 12:30 | İlbank                | 0–3    | Eczacıbaşı           | 15–25 | 23–25 | 20–25 |       |       | 58–75  | Relatório |
| 22 abr | 15:00 | SigortaShop Kadın     | 2–3    | Nilüfer Belediyespor | 16–25 | 25–21 | 18–25 | 25–18 | 11–15 | 95–104 | Relatório |
| 22 abr | 15:00 | Bolu Belediyespor     | 1–3    | Sarıyer Belediyespor | 25–17 | 22–25 | 20–25 | 23–25 |       | 90–92  | Relatório |
| 23 abr | 14:00 | Çukurova Belediyespor | 0–3    | VakıfBank            | 19–25 | 21–25 | 21–25 |       |       | 61–75  | Relatório |
| 23 abr | 14:00 | Aydın Büyükşehir      | 2–3    | Galatasaray          | 25–16 | 18–25 | 25–18 | 22–25 | 12–15 | 102–99 | Relatório |
| 23 abr | 14:00 | Fenerbahçe            | 3–0    | Türk Hava Yolları    | 25–14 | 25–19 | 25–12 |       |       | 75–45  | Relatório |

## Fase final

### Playoffs
|  | Semifinais        | Semifinais |   |                   | Final          | Final |  |
|  |                   |            |   |                   |                |       |  |
|  |                   |            |   |                   |                |       |  |
|  | Eczacıbaşı        | 2          |   |                   |                |       |  |
|  | Türk Hava Yolları | 0          |   |                   |                |       |  |
|  |                   |            |   |                   |                |       |  |
|  |                   |            |   |                   |                |       |  |
|  |                   |            |   |                   | Eczacıbaşı     | 0     |  |
|  |                   | Fenerbahçe | 3 |                   |                |       |  |
|  |                   |            |   |                   |                |       |  |
|  |                   |            |   |                   |                |       |  |
|  |                   |            |   |                   | Terceiro lugar |       |  |
|  |                   |            |   |                   |                |       |  |
|  | VakıfBank         | 1          |   | Türk Hava Yolları | 0              |       |  |
|  | Fenerbahçe        | 1          |   |                   | VakıfBank      | 2     |  |

### Semifinais
| Data       | Hora       |                   | Placar  |                   | Set 1   | Set 2   | Set 3   | Set 4   | Set 5   | Total   | Relatório |
| 1º x 4º    | 1º x 4º    | 1º x 4º           | 1º x 4º | 1º x 4º           | 1º x 4º | 1º x 4º | 1º x 4º | 1º x 4º | 1º x 4º | 1º x 4º | 1º x 4º   |
| ---------- | ---------- | ----------------- | ------- | ----------------- | ------- | ------- | ------- | ------- | ------- | ------- | --------- |
| 3 mai      | 16:00      | Türk Hava Yolları | 2–3     | Eczacıbaşı        | 27–25   | 25–22   | 15–25   | 16–25   | 6–15    | 89–112  | Relatório |
| 5 mai      | 16:00      | Eczacıbaşı        | 3–1     | Türk Hava Yolları | 25–22   | 25–21   | 21–25   | 25–20   |         | 96–88   | Relatório |
| 2º x 3º    |            |                   |         |                   |         |         |         |         |         |         |           |
| 3 mai      | 19:00      | Fenerbahçe        | 3–1     | VakıfBank         | 21–25   | 25–23   | 25–19   | 25–16   |         | 96–83   | Relatório |
| 5 mai      | 19:00      | VakıfBank         | 3–0     | Fenerbahçe        | 25–23   | 25–17   | 25–21   |         |         | 75–61   | Relatório |
| Golden set | Golden set | VakıfBank         | 11–15   | Fenerbahçe        |         |         |         |         |         |         |           |

### Terceiro lugar
| Data  | Hora  |                   | Placar |                   | Set 1 | Set 2 | Set 3 | Set 4 | Set 5 | Total  | Relatório |
| ----- | ----- | ----------------- | ------ | ----------------- | ----- | ----- | ----- | ----- | ----- | ------ | --------- |
| 7 mai | 18:00 | Türk Hava Yolları | 1–3    | VakıfBank         | 18–25 | 20–25 | 25–23 | 8–25  |       | 71–98  | Relatório |
| 9 mai | 16:00 | VakıfBank         | 3–1    | Türk Hava Yolları | 25–20 | 25–27 | 25–11 | 25–19 |       | 100–77 | Relatório |

### Final
| Data   | Hora  |            | Placar |            | Set 1 | Set 2 | Set 3 | Set 4 | Set 5 | Total   | Relatório |
| ------ | ----- | ---------- | ------ | ---------- | ----- | ----- | ----- | ----- | ----- | ------- | --------- |
| 7 mai  | 15:00 | Fenerbahçe | 3–1    | Eczacıbaşı | 20–25 | 25–14 | 25–21 | 25–17 |       | 95–77   | Relatório |
| 9 mai  | 19:30 | Eczacıbaşı | 2–3    | Fenerbahçe | 18–25 | 25–23 | 16–25 | 25–17 | 10–15 | 94–105  | Relatório |
| 11 mai | 19:30 | Eczacıbaşı | 2–3    | Fenerbahçe | 26–28 | 25–21 | 21–25 | 26–24 | 8–15  | 106–113 | Relatório |

## Disputa por posição

### Classificação do 5º ao 8º lugar
|  | 5º ao 8º lugar       | 5º ao 8º lugar       |              |   | Quinto lugar | Quinto lugar |
|  |                      |                      |              |   |              |              |
|  |                      |                      |              |   |              |              |
|  |                      |                      |              |   |              |              |
|  | Aydın Büyükşehir     | 0                    |              |   |              |              |
|  | Aydın Büyükşehir     | 0                    |              |   |              |              |
|  | Galatasaray          | 2                    |              |   |              |              |
|  | Galatasaray          | 2                    | Galatasaray  | 0 |              |              |
|  |                      |                      | Galatasaray  | 0 |              |              |
|  |                      | Nilüfer Belediyespor | 2            |   |              |              |
|  | Sarıyer Belediyespor | Nilüfer Belediyespor | 2            | 0 |              |              |
|  | Sarıyer Belediyespor |                      |              | 0 |              |              |
|  | Nilüfer Belediyespor | 2                    |              |   |              |              |
|  | Nilüfer Belediyespor | 2                    | Sétimo lugar |   |              |              |
|  |                      |                      |              |   |              |              |
|  |                      |                      |              |   |              |              |
|  |                      |                      |              |   |              |              |
|  | Aydın Büyükşehir     | 2                    |              |   |              |              |
|  | Aydın Büyükşehir     | 2                    |              |   |              |              |
|  | Sarıyer Belediyespor | 0                    |              |   |              |              |

| Data    | Hora    |                      | Placar  |                      | Set 1   | Set 2   | Set 3   | Set 4   | Set 5   | Total   | Relatório |
| 5º x 8º | 5º x 8º | 5º x 8º              | 5º x 8º | 5º x 8º              | 5º x 8º | 5º x 8º | 5º x 8º | 5º x 8º | 5º x 8º | 5º x 8º | 5º x 8º   |
| ------- | ------- | -------------------- | ------- | -------------------- | ------- | ------- | ------- | ------- | ------- | ------- | --------- |
| 3 mai   | 18:00   | Aydın Büyükşehir     | 2–3     | Galatasaray          | 18–25   | 23–25   | 25–21   | 25–17   | 12–15   | 103–103 | Relatório |
| 6 mai   | 13:00   | Galatasaray          | 3–1     | Aydın Büyükşehir     | 25–27   | 25–9    | 25–23   | 25–17   |         | 100–76  | Relatório |
| 6º x 7º |         |                      |         |                      |         |         |         |         |         |         |           |
| 3 mai   | 17:00   | Sarıyer Belediyespor | 0–3     | Nilüfer Belediyespor | 15–25   | 21–25   | 19–25   |         |         | 55–75   | Relatório |
| 6 mai   | 17:00   | Nilüfer Belediyespor | 3–1     | Sarıyer Belediyespor | 22–25   | 25–19   | 25–20   | 25–19   |         | 97–83   | Relatório |

### Sétimo lugar
| Data   | Hora  |                      | Placar |                      | Set 1 | Set 2 | Set 3 | Set 4 | Set 5 | Total | Relatório |
| ------ | ----- | -------------------- | ------ | -------------------- | ----- | ----- | ----- | ----- | ----- | ----- | --------- |
| 9 mai  | 18:00 | Aydın Büyükşehir     | 3–1    | Sarıyer Belediyespor | 21–25 | 26–24 | 25–18 | 26–24 |       | 98–91 | Relatório |
| 12 mai | 16:00 | Sarıyer Belediyespor | 1–3    | Aydın Büyükşehir     | 20–25 | 17–25 | 25–22 | 18-25 |       | 80–72 | Relatório |

### Quinto lugar
| Data   | Hora  |                      | Placar |                      | Set 1 | Set 2 | Set 3 | Set 4 | Set 5 | Total | Relatório |
| ------ | ----- | -------------------- | ------ | -------------------- | ----- | ----- | ----- | ----- | ----- | ----- | --------- |
| 9 mai  | 18:00 | Nilüfer Belediyespor | 3–1    | Galatasaray          | 25–20 | 25–13 | 23–25 | 25–19 |       | 98–77 | Relatório |
| 12 mai | 19:00 | Galatasaray          | 1–3    | Nilüfer Belediyespor | 22–25 | 17–25 | 25–21 | 23-25 |       | 87–71 | Relatório |

## Classificação final
| Posição           | Equipe                | Classificação                |
| ----------------- | --------------------- | ---------------------------- |
| Medalha de ouro   | Fenerbahçe Opet       | Liga dos Campeões de 2023-24 |
| Medalha de prata  | Eczacıbaşı Dynavit    | Liga dos Campeões de 2023-24 |
| Medalha de bronze | VakıfBank             | Liga dos Campeões de 2023-24 |
| 4                 | Türk Hava Yolları     | Copa CEV de 2023-24          |
| 5                 | Nilüfer Belediyespor  | Copa Challenge de 2023–24    |
| 6                 | Galatasaray           | Campeonato Turco de 2023–24  |
| 7                 | Aydın Büyükşehir      | Campeonato Turco de 2023–24  |
| 8                 | Sarıyer Belediyespor  | Campeonato Turco de 2023–24  |
| 9                 | Çukurova Belediyespor | Campeonato Turco de 2023–24  |
| 10                | Kuzeyboru             | Campeonato Turco de 2023–24  |
| 11                | PTT                   | Campeonato Turco de 2023–24  |
| 12                | SigortaShop Kadın     | Campeonato Turco de 2023–24  |
| 13                | Bolu Belediyespor     | 1. Liga de 2023–24           |
| 14                | İlbank                | 1. Liga de 2023–24           |

## Premiações
| Campeonato Turco de 2022–23          |
| Turquia                              |
| ------------------------------------ |
| Fenerbahçe Opet Campeão (6.º título) |

### Individuais
- Melhores jogadoras do campeonato, eleitas pela federação:[7]

| Melhor oposta      | Melissa Vargas     | Fenerbahçe Opet |
| Melhor ponteira    | Arina Fedorovtseva | Fenerbahçe Opet |
| Melhor central     | Eda Erdem          | Fenerbahçe Opet |
| Melhor levantadora | Macris             | Fenerbahçe Opet |
| Melhor líbero      | Gizem Örge         | Fenerbahçe Opet |
| MVP                | Melissa Vargas     | Fenerbahçe Opet |